# Recesso epitimpanico
In anatomia l'epitìmpano (o recesso epitimpanico o attico o loggetta degli ossicini) è la parte superiore del cavo del timpano. Al suo interno si trovano la testa del martello e il corpo e processo breve  dell'incudine.